# Хамиды
Хамиды, или хамовые (лат. Chamidae) — семейство морских двустворчатых моллюсков из подкласса Heterodonta, выделяемое в монотипное надсемейство Chamoidea. Небольшие моллюски с округлыми толстостенными раковинами, несущими многочисленные концентрические, пластинчатые, фестончатые, шиповатые или волнистые выросты. У многих видов наружная поверхность раковины окрашена в яркие цвета. Обитают на мелководьях в тропических морях. Ведут прикрепленный образ жизни, прирастая к скалам нижней створкой. Ископаемые представители известны из отложений по всему миру, включая Антарктику; наиболее древние датируются нижнемеловой эпохой.

## Классификация
По данным сайта World Register of Marine Species, на декабрь 2016 года в семейство  включают 6 родов:
- Amphichama Habe, 1964
- Arcinella Schumacher, 1817
- Carditochama Matsukuma, 1996
- Chama Linnaeus, 1758
- Eopseuma Odhner, 1919
- Pseudochama Odhner, 1917